# Dražovice, Vyškov
Dražovice là một làng thuộc huyện Vyškov, vùng Jihomoravský, Cộng hòa Séc.
Khu tự quản này có diện tích 6,41 km vuông (2,47 sq mi), và có dân số 837 (vào ngày 3 tháng 7 năm 2006).
Dražovice nằm cách Vyškov 10 km về phía tây nam, cách Brno 24 km (15 dặm) về phía đông và 208 km (129 dặm) về phía đông nam của Praha.